# Beatriz Pomini
Beatriz Pomini Francisco (Cambé, 11 de julho de 1996 é uma ginasta rítmica brasileira. Representou o Brasil nos Jogos Pan-Americanos de 2015, como parte do conjunto brasileiro da ginástica rítmica.

## Carreira
No ano de 2013 Beatriz fez parte da equipe que conquistou a inédita medalha de bronze na etapa de Minsk da Copa do Mundo de Ginástica Rítmica, no conjunto de 3 bolas + 2 fitas, a primeira medalha de uma equipe latino-americana na história da competição. Em 2014 participou do Campeonato Pan-Americano de Ginástica de 2014 como parte do conjunto brasileiro, conquistando medalhas de ouro em todas as provas, o que classificou a equipe para os Jogos Pan-Americanos de 2015, em Toronto. Ainda em 2014 Beatriz participou também do Campeonato Mundial em Esmirna. A equipe terminou a competição em 15º lugar na ocasião.
Em 2015, Beatriz foi convocada para disputar os Jogos Pan-Americanos de 2015 como parte do conjunto brasileiro. Emanuelle conquistou 3 medalhas junto com o conjunto brasileiro: ouro no grupo geral, ouro no 5 fitas e prata no 6 maças + 2 arcos. Ainda em 2015 Beatriz participou do Campeonato Mundial em que a equipe terminou em 16º lugar.
Em 2016, Beatriz Pomini foi convocada como atleta reserva pela Confederação Brasileira de Ginástica para os Jogos Olímpicos de Verão de 2016, não vindo a competir junto com o quinteto titular.